# 村上大樹
村上 大樹（むらかみ ひろき、本名同じ、1973年7月17日 - ）は、日本の舞台俳優・俳優・脚本家・演出家。劇団「拙者ムニエル」主宰。愛知県豊橋市出身。愛知県立時習館高等学校、早稲田大学卒業。身長168cm。体重80kg。血液型はO型。オフィスPSC所属、BLUE LABEL（MMJ）と業務提携。

## 舞台演出等

### 拙者ムニエル（演出）
- 拙者ムニエル10周年記念公演「バカが見る夢すごい夢」（2004年7月、青山円形劇場）
- 不思議インザハウス（2004年11月、下北沢本多劇場）
- FUTURE OR NO FUTURE（2005年9月、THEATER/TOPS）
- 華なき子（2006年6月、吉祥寺シアター）
- 面白く山をのぼる（2006年10月、THEATER/TOPS）
- ヤバロさんちのツトム君！（2007年7〜8月、下北沢駅前劇場）
- 悪い冗談のよし子（2008年7月、本多劇場）
- リッチ・マン（2009年6月、吉祥寺シアター）
- わくわくステーション（2015年、下北沢　駅前劇場）

### 拙者ムニエル以外（脚本 / 演出 / 構成）
- 私がオバさんになってる！？（2006年12月、東京芸術劇場プレイハウス）
- フルハウス（2008年5月、東京グローブ座）
- 困ったメン〜絶望のジングルベルMIX〜（2009年12月、全労済ホールスペース・ゼロ）
- 姫子と7人のマモル（2010年12月、全労済ホールスペース・ゼロ）
- We Love兄さん!!〜ボクらの兄さん、イケてなくなくない?〜（2012年4月、ラフォーレミュージアム原宿）
- 謎解きはディナーのあとで（2012年8月、天王洲 銀河劇場）
- ママと僕たち（2013年6月、AiiAシアター）
- 「プリズンBLITZ」演出（2013年8月、赤坂Blitz）
- 「私のホストちゃん」脚本演出（2013年10月、青山劇場）
- スマホを片手に走れメロス（2014年、アイデム演劇プロジェクト 第1弾）
- 「ワンワンといっしょ！夢のキャラクター大集合2014～魔女がおじゃましま～ジョ！～」脚本（2014年2月、日本ガイシホール）
- ネルケプランニング「ママと僕たち～おべんきょイヤイヤBABYS～」脚本・演出（2014年5月、AiiAシアタートーキョー）
- 堀内夜あけの会「恐怖 タコ公園のタコ女」堀内健と共同脚本・演出（2014年5月、下北沢本多劇場）
- 「ミステリーステージ名探偵コナン殺意の開演ベル」演出（2014年6月、紀伊国屋サザンシアター他）
- 「私のホストちゃん～血闘!福岡中洲編～」脚本・演出（2014年12月、日本青年館 大ホール他）
- 坊ちゃん2015（2015年、アイデム演劇プロジェクト 第2弾）
- ネルケプランニング「ママと僕たち～よちよちフェスティバル」脚本・演出（2015年2月、AiiAシアタートーキョー）
- 「ワンワンといっしょ！夢のキャラクター大集合2015～春のプリンセスとおさむい将軍～」脚本（2015年1月、横浜アリーナ他）
- 堀内夜明けの会「オマエは渋谷の夜回りおじさんじゃない!!」堀内健と共同脚本・演出（2015年8月、下北沢・本多劇場）
- 安部礼司10周年記念イベント「ABE-GIG」構成・演出（2015年10月、日本武道館）
- ロミ男とジュリエッ子（2016年、アイデム演劇プロジェクト 第3弾）
- 「私のホストちゃん～激突!名古屋栄編～」脚本・演出（2016年1月、天王洲銀河劇場他）[2]
- 「美男高校地球防衛部LOVE!活劇!」構成・演出（2016年3月、Zeppブルーシアター六本木）[3]
- ゴスペラーズLIVE「GOSMANIA」コント脚本（2016年、Zepp Tokyo 他）
- 堀内夜明けの会「なりたい自分にな～れ！」堀内健と共同脚本・演出（2016年4月、下北沢・本多劇場）
- 「ママと僕たち～たたかえ!!泣き虫BABYS～」脚本・演出（2016年7月、AiiA 2.5シアタートーキョー他）[4]
- 松岡充presents「DAYDREAM BABYS*」構成・演出（2016年、赤坂Blitz 他）[5]
- 「名探偵コナンライブミステリー洋上の迷宮」演出（2016年8月、紀伊国屋サザンシアター他）[6]
- クロノステージ「鏡の中のAuftact」演出（2016年11月、天王洲銀河劇場）
- シャーロックンロール・ホームズ（2017年、アイデム演劇プロジェクト 第4弾）
- 「私のホストちゃんREBORN」脚本・演出（2017年1月、サンシャイン劇場他）[7]
- 堀内夜明けの会「堀内健演劇講演会・未来のファンタジー」堀内健と共同脚本・演出（2017年4月、下北沢・本多劇場）[8]
- 「けものフレンズ」 脚本・演出（2017年6月、品川プリンスホテル クラブeX）[9]
- 劇団番町ボーイズ☆第8回本公演　「ニーテンナナゴー」　脚本・演出（2017年７月、池袋シアターグリーンBIG TREE THEATER）[10]
- そこそこ美女と野獣（2018年、アイデム演劇プロジェクト 第5弾）
- 「けものフレンズ」再演　脚本・演出（2018年1月、AiiA 2.5 Theater Tokyo）[11]
- 「私のホストちゃん REBORN-絶唱大阪ミナミ編-」脚本・演出（2018年1月、サンシャイン劇場他）[12]
- 「若様組まいる～アイスクリン強し～」脚本・演出（2018年4月、サンシャイン劇場）[13]
- 「ホリケン演劇の会」第五回公演　脚本・演出（2018年7月、下北沢・本多劇場）[14]
- 「若様組まいる～若様とロマン～」　脚本・演出（2018年10月、三越劇場）[15]
- 「けものフレンズ2」脚本・演出（2018年11月、AiiA 2.5 Theater Tokyo）[16]
- 「私のホストちゃん THE PREMIUM」脚本・演出（2019年2月、東京オルタナティブシアター他）[17]
- 「けものフレンズ『JAPARI STAGE!』」脚本・演出（2019年10月、AiiA 2.5 Theater Tokyo）[18]
- 「明治座 7月純烈公演」演出（2021年7月、明治座）[19]
- 「アルプススタンドのはしの方」演出（2022年2月、サンモールスタジオ）[20]
- 「ざんねん系おもタメミュージカル『ざんねんないきもの事典～いきものたちの逆襲～』」脚本・作詞・演出（2022年8月、あうるすぽっと）[21]
- 「女の友情と筋肉 THE MUSICAL」脚本・演出（2022年9月、品川プリンスホテル ステラボール他）[22]
- 舞台「吸血鬼すぐ死ぬ」脚本・演出（2023年6月、天王洲 銀河劇場）[23]
- 舞台「いいね!光源氏くん」 演出（2023年8月、三越劇場）[24]
- 「明治座 9月純烈公演」演出・構成（2023年9月、明治座）[25]
- 「けものフレンズ『JAPARI STAGE!』」再演 脚本・演出（2023年10月、品川プリンスホテル クラブeX）[26]
- 「女の友情と筋肉 THE MUSICAL -幸せの上腕二頭筋-」（2024年5月、品川プリンスホテル ステラボール他）[27]
- AOI Pro.コント公演「混頓 vol.4」脚本・演出（2024年8月、TOKYO FMホール）[28]
- 「舞台『けものフレンズ』JAPARI STAGE!～きみのあしおとがまたきこえた～」脚本・演出（2024年11月、品川プリンスホテル クラブeX）[29]
- 「チェリー・ホープを知ってるかい。」演出（2024年12月、恵比寿・エコー劇場）[30]
- 「明治座新春純烈公演」「新歌舞伎座 純烈公演」演出・構成（2025年1〜2月、明治座・新歌舞伎座）[31][32]
- 「家政夫のミタゾノ THE STAGE レ・ミゼラ風呂」演出（2025年5〜7月、EX THEATER ROPPONGI他）[33]

## その他メディア脚本等
- ラジオドラマ「NISSAN あ、安部礼司 〜 beyond the average 〜」脚本（2006年4月2日～、JFN系）
- ラジオドラマ「アンコール～お前の好きな歌～」脚本（2017年4月、JFN系）[34]
- web番組「さぼリーマン甘太朗」脚本（2019年7月、Netflix）[35]
- web番組「PPPのゆるぺぱ！」脚本（2018年4月、あにてれ）[36]
- web番組「時効警察とくべつへん」脚本・監督（2019年10月、ビデオパス）[37]
- web番組「課長バカ一代」脚本（2020年1月、ひかりTV・dTVチャンネル）[38]
- テレビドラマ「年下彼氏2」episode8、11、15、17 脚本（2024年11月10日、朝日放送テレビ）

## 作詞
- 舞台『けものフレンズ』オリジナルサウンドトラック（2017年11月29日、JVCケンウッド・ビクターエンタテインメント）[39]

## 出演

### 舞台
- ジャブレター（1997年 拙者カム姉妹）
- 平安京（1999年 ピジョン）
- 鈴木の大地（2000年 劇団カムカムミニキーナ）
- 新春 座長祭り（2003年 猫のホテル）
- 青十字（2003年 KERA・MAP）
- 座長祭り2004（2003年 猫のホテル）
- 「バクマン。」THE STAGE（2021年10月8日 - 17日、天王洲 銀河劇場/10月21日 - 24日、TOKYO DOME CITY HALL/10月28日 - 31日、メルパルクホール大阪） - 中井巧朗 役[40]
- またしても角刈りのカリスマ 〜美容院で観る演劇〜（2024年10月14日 - 22日、SORA学芸大学店）[41]
- きたやじ オン・ザ・ロード〜いざ、出立!!篇〜（2025年3月1日 - 16日、日本青年館ホール / 3月21日 - 23日、SkyシアターMBS）[42]

### テレビ
- リップスティック 第4回（フジテレビ）
- コント1000本ノック（フジテレビ）ゲスト審査員
- SMAP×SMAP「SMAP Short Films」治療編（関西テレビ・フジテレビ）
- 獅子女 第5回（日本テレビ）
- 合い言葉は勇気 第1回（フジテレビ）
- 安楽椅子探偵とUFOの夜（朝日放送）
- 世にも奇妙な物語 春の特別篇「追いかけたい」（フジテレビ）
- 連続テレビ小説「こころ」第3話（NHK）
- 演技者。「REMIX TRASHMASTAURANT 2003」（フジテレビ）
- ニューカマーズ「ろくでなし『24min』」（フジテレビ）脚本・演出兼任
- こちら本池上署 第8話（TBS）
- 女王の教室 最終話（日本テレビ）
- ドラゴン桜（TBS）
- ココリコミラクルタイプ（フジテレビ）構成作家
- ブログタイプ（フジテレビ）構成作家兼任
- URAKARA 第1話（テレビ東京）
- リッチマン、プアウーマン 第3回（フジテレビ）
- おトメさん（テレビ朝日）レギュラー・林真彦 役
- 月曜ゴールデン「十津川警部シリーズ50」（2013年9月9日、TBS）河野哲夫 役

### 映画
- メゾン・ド・ヒミコ（2005年）
- ラブ★コン（2006年）